# Фанариоти
Фанариоти (грч. Φαναριωτες) су припадници грчке елите у Цариграду. Појам је изведен из имена градске четврти познате под називом Фанар, која се налази у европском делу Цариграда. У истом делу града налази се и седиште Цариградске патријаршије, са саборном црквом Светог Ђорђа. Током раздобља османске власти, Фанар је постао стециште грчке трговачке и црквене елите, окупљене око Цариградске патријаршије. Богате фанаротске породице су вршиле велики утицај на цариградску патријаршијску управу, а многи патријарси и митрополити су бирани управо из њихових редова.
Посредством патријаршије у Цариграду, фанариотска заједница је такође вршила знатан утицај на вођење послова у осталим помесним црквама на подручју Османског царства. Фанариотско уплитање у послове осталих источних патријаршија (Антиохија, Јерусалим, Александрија, Пећ) довело је до постепеног нарушавања канонског положаја тих древних цркава. На другој страни, фанариотска политика је издејствовала потпуно укидање Српске патријаршије (1766) и Охридске архиепископије (1767), што је довело до тешких последица по православне Србе и друге Словене у Османском царству.
Окосницу фанариотске идеологије чинио је панхеленизам, који се није огледао само у племенитим тежњама ка ослобођењу православних Грка од турске власти, већ је у исто време обухватао и шире замисли о постепеном превођењу негрчких православаца у грчки национални корпус. Такве тежње су биле првенствено усмерене према православним Словенима у Османском царству, које је према фанариотским замислима требало погрчити, путем наметања грчке јерархије, грчке литургије и грчког језика у црквеној управи. Таква фанариотска политика довела је до тешког нарушавања грчко-словенских односа у многим областима, а највећи раскол се догодио 1870. године, у време стварања Бугарског егзархата.

## Историја
Формирање фанариотске заједнице је започело након турског освајања Цариграда (1453). У новонасталим околностима, знатан део грчких првака, како световних тако и црквених, усредсредио је своје напоре ка обезбеђивању неопходних предуслова за опстанак грчке православне заједнице, не само у Цариграду, већ и широм Османског царства. Први корак ка том циљу учињен је регулисањем положаја Цариградске патријаршије код нових власти, чиме је створен модел који је опстао све до почетка 20. века.
Фанариоти потичу из класе богатих грчких трговаца, од којих је већина тврдила да вуче порекло од племенитих византијских породица. Имали су велики утицај на управу у Османском царству на подручју Балкана од 18. века. Углавном су куповали или градили куће у четврти Фанар у којој је резиденцију имао Васељенски патријарх који је, по османском управном систему, био сматран верским и световним вођом свих православних хришћана у Османском царству. Фанариоти су првенствено настојали ући у ужи круг Патријархових сарадника и на тај начин постати утицајни у друштву.
Поједини чланови фанариотских породица успели су сакупити велико богатство и утицај већ током 17. века, добивши висока места у османској управној хијерархији. Од 1669. године, па све до Грчког рата за независност 1821, фанариоти су чинили већину особља на Високој порти и у османским дипломатским представништвима. То је било делимично и због доброг образовања, које је било знатно више него код осталог османског становништва.
Између 1711-1716. године и 1821. године, добар део њих дочепао се титула; господара, војвода или кнезова у дунавским кнежевинама        (Молдавија и Влашка). Ово раздобље често се зове и Фанариотско раздобље у румунској историји.
Циљеви фанариота били су обнова Византијског царства кроз постепено присвајање османске власти. Залагали су се за очување царства и контролу над негрчким православним становништвом од стране Патријаршије.
Након Велике сеобе Срба 1690. године, српски патријарси су морали да побегну у Аустрију. Турци су изгубили свако поверење у српско свештенство. Такво стање искористили су фанариоти. Када се патријарх Арсеније IV Шакабента иселио у Аустрију, Грци фанариоти из Цариграда утицали су на турску Порту да за патријархе у Пећи доводи искључиво Грке. Тако је доведен Јоаникије Караџа (1739-1746). За кратко време, у Пећи се од 1752. до 1765. године променило осам патријараха, од којих су петорица били Грци. У Цариграду су се гомилали и увећавали дугови Пећке патријаршије, које није имао ко да врати. Последњи патријарх Србин пред укидање Патријаршије био је Василије Бркић (1763-1765), али је протеран на Кипар, као непријатељ Турака. Наследио га је Калиник II (1765-1766), такође Грк. Он је учинио један непримерен гест: поднео је оставку на место пећког патријарха и са још пет епископа приложио молбу у којој је тражио од цариградског патријарха Самуила Ханцериса да се укине Пећка патријаршија. Као разлог навео је велике дугове. Патријарх Самуило је у то убедио султана, па је 11. септембра 1766. године султан издао ферман којим се Пећка патријаршија укида и ставља, односно потчињава Цариградској патријаршији. "Од сада се укида и само име Пећке патријаршије", а не дозвољава се ни под којим условом њена обнова у будућности. После само годину дана, иста судбина је снашла и Охридску архиепископију. Овакво стање трајало је у Српској цркви све до 1920. године, када је враћено достојанство патријаршије.
Након укидања патријаршије, сви Срби еписколи су уклоњени. За епископе су у Србију доведени Грци фанариоти, који углавном нису имали много разумевања за Србе. Многи од њих, иако су по више година провели у Србији, нису знали ни српски језик.
На Балкану, термин „фанариоти“ се користи у негативном смислу - односи се на сарадњу са Османлијама за време османског ропства.
Од 1920. године термин „фанариоти“ се обично односи на управу Васељенске патријаршије.